# Theogonia

Manuskrypt Theogoni z XVI w.

Theogonia (gr. Θεογονία, Narodziny bogów) – epos kosmogoniczny o powstaniu bogów i początkach świata, napisany przez greckiego epika Hezjoda.

## Tematyka
Theogonia porusza temat powstania świata, opisuje kolejne generacje bóstw i ich związki z przyrodą i człowiekiem, przejawiające się również w boskim pochodzeniu rodów władców.
W utworze Hezjod wspomina nie tylko o bóstwach jednego miasta-państwa, lecz opisuje całość greckich kultów lokalnych:
- Dzeusa oraz innych bogów ze starego mitu i tradycji,
- postacie nieujęte w mitach,
- postacie w rodzaju Nimf i Cyklopów,
- ubóstwione elementy świata przyrody (np. Ziemia, Niebo, Rzeki, Źródła),
- siły boskie – gr. dájmones (np. Śmierć, Sen).

## Czas
Utwór Hezjoda prawdopodobnie kończy się przed wojną trojańską, zawiera aluzje i nawiązania do wyprawy Argonautów, związków Odyseusza z Kirke i Kalypso, historii Heraklesa, postaci Sfinksa (ale bez wspomnienia o losach Lajosa i Edypa).

## Kompozycja
- Przedśpiew (gr. προοίμιον, proójmion) – obejmuje wersy od 1 do 115. Zawiera hymn do Muz i inwokację, zapowiada najistotniejsze momenty tekstu, tj. zwyciężenie Kronosa i późniejszą władzę Dzeusa.

- Theogonia właściwa, obejmująca opisy powstania lub zrodzenia kolejnych generacji bogów oraz opisy walk o władzę. Przeplatają się tu dwa wątki:

- - podawanie listy rodów boskich i ich pokrewieństw od pierwszych istot stworzonych (Chaos, Gaja-Ziemia, Eros-Miłość) przez cztery kolejne pokolenia skrótowo określane jako:
    - dzieci Chaosu i dzieci Gai,
    - dzieci Nocy i dzieci Morza,
    - wnuki Morza i wnuki Uranosa,
    - krąg Dzeusa i bogów olimpijskich[1]

  - następstwo bóstw we władzy nad światem:
    - okaleczenie Uranosa przez Kronosa,
    - oszukanie Kronosa przez Dzeusa,
    - tytanomachia, pokonanie Tyfona przez Dzeusa, objęcie przez niego władzy i ustalenie nowego olimpijskiego porządku świata;

- Drugi przedśpiew – związki bogiń ze śmiertelnikami.
- Trzeci dwuwierszowy przedśpiew (zamiast zakończenia) – przejście do Katalogu kobiet (gr. Ἢοἷαι, Ehójaj) – eposu genealogicznego opisującego dzieje matek greckich herosów – skierowane do Muz olimpijskich.

## Język
Hezjod wykorzystał w utworze środki charakterystyczne dla poezji katalogicznej:
- litanie imion,
- porównania homeryckie,
- dziesiątki epitetów stosowane m.in. w opisach walk.

## Theogoniaw liczbach
1022 wersy Narodzin bogów zawierają 400 imion, przydomków w funkcji imion. Niemal połowa z nich (236) występuje w tekście tylko raz, pozostałe zaś są powtarzane łącznie ponad 800 razy (samo imię Dzeusa pojawia się 65 razy, należy tu wspomnieć także o 10 określających pana Olimpu patronimikach).

## TheogoniaaPrace i dni
Powszechnie przyjęte jest, że Narodziny bogów są utworem wcześniejszym – nie tylko dlatego, że wedle wypowiedzi samego autora, inicjację poetycką przeprowadziły Muzy, gdy on sam pasł trzody na stokach Helikonu, ale również z tej przyczyny, iż Prace i dni są wyraźnym nawiązaniem do pewnych kwestii wspomnianych w Theogonii. Może tu posłużyć za przykład postać Pandory, która w Narodzinach bogów pojawia się jedynie jako kobieta, a imię otrzymuje dopiero w Pracach i dniach.